# Burkhard Garweg
Burkhard Garweg (Bonn, 1 september 1968) geldt als voormalig lid van de Rote Armee Fraktion (RAF).
In zijn jeugd woonde Garweg in Hamburg. Rond 1990 dook hij onder en sloot zich vermoedelijk aan bij de RAF. Het Openbaar Ministerie verdenkt hem van lidmaatschap van een terroristische organisatie. Jarenlang was er geen bewijs voor een concrete deelname aan aanslagen van de RAF.
Samen met Daniela Klette, Ernst-Volker Staub en anderen zou hij betrokken zijn geweest bij de bomaanslag op de gevangenis van Weiterstadt in 1993, en een de overval op een geldtransport in de buurt van Duisburg in 1999. Hij wordt gezien als een lid van de zogenaamde derde generatie van de RAF en er wordt nog steeds naar hem gezocht. 
In 2004 gaf de Duitse recherchedienst Bundeskriminalamt (BKA) een aantal opsporingsfoto’s vrij waarop de verdachten met behulp van de computer kunstmatig ouder waren gemaakt om toch nog opsporing van de verdachten mogelijk te maken.
In oktober 2007 maakte het Openbaar Ministerie bekend dat Garweg samen met Staub en Klette vermoedelijk bij de bomaanslag bij de gevangenis in Weiterstadt betrokken waren. De drie verdachten werden aan de hand van achtergebleven DNA-sporen geïdentificeerd.
Garweg zou samen met de voormalige RAF-leden Daniela Klette en Ernst-Volker Staub betrokken zijn bij een gewelddadige roofoverval op een geldtransport bij Bremen in juni 2015. De mislukte overval is vermoedelijk gepleegd door de drie al 15 jaar voortvluchtige RAF'ers. Er zijn DNA-sporen van de drie gevonden in de auto's die de daders hebben gebruikt.